# Wereldkampioenschap oriëntatielopen voor masters 2002
Het Masters Wereldkampioenschap Oriëntatielopen 2002 zijn de veteranen wereldkampioenschappen oriëntatielopen die gehouden zijn in 2002. Deze versie van de Masters Wereldkampioenschap Oriëntatielopen werd gehouden in gaststad Bendigo in Australië.

## Mannen
| Categorie | Goud                | Zilver              | Brons                    |
| --------- | ------------------- | ------------------- | ------------------------ |
| M35       | FIN Timo Nurmela    | FRA Eddie Wymer     | GER Michael Finkenstaedt |
| M40       | SWE Håkan Eriksson  | SVK Jozef Pollak    | GBR Jon Musgrave         |
| M45       | NOR Trond Ronneberg | SWE Stefan Carlsson | CAN Ted De St. Croix     |
| M50       | NOR Tom A Karlsen   | SUI Dieter Wolf     | SUI Pekka Marti          |
| M55       | NZL Ross Brighouse  | FIN Risto Orpana    | SWE Tommy Olsson         |
| M60       | NOR Helge Bjaaland  | SWE Göran Andersson | NOR Henrik Hvoslef       |
| M65       | SWE Sivert Axelsson | SWE Ulf Eskilsson   | CAN Alex Kerr            |
| M70       | SWE Ulf Smedberg    | SWE Nils Erik Åberg | AUS Don Young            |
| M75       | AUS Herman Wehner   | AUS Neil Schafer    | SWE Lennart Pettersson   |
| M80       | SWE Gunnar Karlsson | AUS Gordon Clarke   | SWE Rolf G Skarby        |

## Vrouwen
| Categorie | Goud                   | Zilver                 | Brons                        |
| --------- | ---------------------- | ---------------------- | ---------------------------- |
| W35       | NZL Marquita Gelderman | GBR Lorna Eades        | AUS Christine Marshall       |
| W40       | AUS Anthea Feaver      | AUS Liz Abbott         | NZL Jean Cory-Wright         |
| W45       | SWE Jane Johansson     | AUS Jenny Bourne       | FIN Marja-Leena Väli-Klemelä |
| W50       | SWE Karin Gustafsson   | AUS Anitra Dowling     | SWE Ingrid E Ström           |
| W55       | NZL Patricia Aspin     | NZL Jill Dalton        | FIN Kati Peltola             |
| W60       | SUI Erica Huggler      | SWE Ulla Lindhe        | SWE Gunni Ekberg             |
| W65       | NOR Inger Vamnes       | SWE Irma Andersson     | GBR Sue Birkinshaw           |
| W70       | FIN Aune Jalava        | FIN Pirkko Salmenkylä  | FRA Simone Ferraris          |
| W75       | AUS Jo Hiller          | POL Helena Zielczynska | SWE Astrid Andersson         |

## Medaillespiegel
| Plaats | Land | Goud | Zilver | Brons | Totaal |
| ------ | ---- | ---- | ------ | ----- | ------ |
| 1      | SWE  | 6    | 6      | 6     | 18     |
| 2      | NOR  | 4    | -      | 1     | 5      |
| 3      | AUS  | 3    | 5      | 2     | 10     |
| 4      | NZL  | 3    | 1      | 1     | 5      |
| 5      | FIN  | 2    | 2      | 2     | 6      |
| 6      | SUI  | 1    | 1      | 1     | 3      |
| 7      | GBR  | -    | 1      | 2     | 3      |
| 8      | FRA  | -    | 1      | 1     | 2      |
| 9      | POL  | -    | 1      | -     | 1      |
|        | SVK  | -    | 1      | -     | 1      |
| 11     | CAN  | -    | -      | 2     | 2      |
| 12     | GER  | -    | -      | 1     | 1      |